# JEJEJEJET!!
『JEJEJEJET!!』（ジェジェジェジェット）は、2013年12月11日にリリースされたPASSPO☆の3rdアルバム。

## 概要
ユニット名義が英語表記になってから初となるオリジナル・アルバム。タイトルは、この年（2013年）の9月13日にSHIBUYA-AXで行われたロック・フェス『JEJEJET!』にちなんでいる。このアルバムが発売された翌日の12月12日、東京スカイツリータウンで行われたイベント『J:COM × Universal Music presents TOKYO SKYTREE TOWN Christmas Countdown Live』にPASSPO☆が出演。ライブでは松任谷由実の「恋人がサンタクロース」も歌唱した。
初回限定盤の応募券Aと、通常盤の応募券Bの2枚で、2014年1月4日開催の『2014PASSPO☆大新年会』（於：LIQUIDROOM ebisu）1部に応募可能。また応募券AまたはBどちらか1枚でスペシャルグッズに応募出来るプレゼント企画が行われていた。
2014年4月以降の消費税率引き上げに伴い、本作よりジャケット帯の価格表記が「定価：○○○○（税抜価格）+税」に変更された。

## 販売形態
- ファーストクラス盤（UPCH-9904）：CD＋DVD、応募券A付き
- エコノミークラス盤（UPCH-1952）：CD、応募券B付き
- 大新年会パスポート付き（D2CJ-1069）：2CD、2014年PASSPO☆大新年会～第2部入場パスポート付き、ユニバーサルミュージックストア限定発売

## 収録曲

### CD
1. Ignition
作曲・編曲：ペンネとアラビアータ
2. BABY JUMP〜天国への搭乗便〜
作詞・作曲・編曲：ペンネとアラビアータ
3. BEAST IN YOU
作詞・作曲・編曲：ペンネとアラビアータ
4. サクラ小町
作詞：ペンネとアラビアータ、作曲：瀬戸信、編曲：福井昌彦
H.I.S関西春トクキャンペーンCMソング
5. おねがい
作詞：増井みお、安野勇太、作曲・編曲：安野勇太
6. STEP&GO
作詞：ペンネとアラビアータ、作曲・編曲：SEI☆SHIN
テレビ東京系列『探検ドリランド』エンディングテーマ
7. 気分はサイコー!サイコー!サイコー!（はっちゃけ隊#1）
作詞：Bamboo Helicopter、作曲：石也寸志、編曲：Bamboo Helicopter
8. 妄想のハワイ
作詞・作曲・編曲：安野勇太
H.I.S関西スーパーサマーセールCMソング
9. Shang Shang シャンデリア
作詞：松永天馬、作曲・編曲：アーバンギャルド
10. キャンディー・ルーム
作詞：ペンネとアラビアータ、作曲：BLEU、WOLVES、DIMITRI STASSOS、FREJA JONSSON BLOMBERG
テレビ東京『PASSPO☆の尺うまTV』エンディングテーマ
11. くちゃLOVE
作詞：根岸愛、ペンネとアラビアータ、作曲・編曲：ペンネとアラビアータ
12. Truly
作詞：ペンネとアラビアータ、作曲：toiza71 編曲：toiza71、Atsuhiro Watanabe
テレビ東京系列『絶対防衛レヴィアタン』エンディングテーマ
13. MASK
作詞・作曲・編曲：ペンネとアラビアータ
14. Wish on a star
作詞：ペンネとアラビアータ、作曲・編曲：石也寸志
15. Growing Up（Album ver.）
作詞：桜瓜苺、作曲：貧図スクワット、編曲：貧図スクワット、河野圭
16. 「Ｉ」
作詞：ペンネとアラビアータ、作曲：石也寸志、編曲：福井昌彦

### CD DISK2
1. Ignition (Instrumental)
2. BABY JUMP〜天国への搭乗便〜 (Instrumental)
3. BEAST IN YOU (Instrumental)
4. サクラ小町 (Instrumental)
5. おねがい (Instrumental)
6. STEP&GO (Instrumental)
7. 気分はサイコー！サイコー！サイコー！ (Instrumental)
8. 妄想のハワイ (Instrumental)
9. Shang Shang シャンデリア (Instrumental)
10. キャンディー・ルーム (Instrumental)
11. くちゃLOVE (Instrumental)
12. Truly (Instrumental)
13. MASK (Instrumental)
14. Wish on a star (Instrumental)
15. Growing Up（Album ver.） (Instrumental)
16. 「Ｉ」 (Instrumental)

### DVD
- 『Growing Up』MVの成長ドキュメンタリー映像スペシャルエディション
- 女の子図鑑LIVE[5]映像（2013年4月＠SHIBUYA-AX）

1. WING
2. ViVi夏
3. STEP&GO
4. LA LA LOVE TRAIN〜恋の片道切符〜
5. 夏空HANABI
6. マテリアルGirl
7. WANTED!!